# Seal Dog Islands
Die Seal Dog Islands sind eine aus zwei sehr kleinen Inseln bestehende Inselgruppe der Britischen Jungferninseln. Sie befinden sich etwa 2 km nordwestlich von Virgin Gorda und 3 km nordöstlich der Dog Islands, mit denen sie oft als The Dogs zusammengefasst werden. West Seal Dog Island hat eine Fläche von gerade einmal 0,02 km² (5,7 ac), East Seal Dog Island ist mit weniger als 0,01 km² (2,2 ac) noch kleiner. Beide Inseln sind unbewohnt.
West Seal Dog ist ein „BVI National Park“ (Nationalpark der Britischen Jungferninseln).